# Trois Têtes
Les Trois Têtes (Tre Teste en italien) désigne une fresque fragmentaire détachée de 71 × 60 cm attribuée à l'école du Parmesan, datant de 1530-1534 environ et conservée dans la galerie Spada à Rome. 

## Histoire et description
D'origine incertaine, le fragment, déjà considéré de l'école émilienne du XVIIe siècle par Federico Hermanin (1922), a été attribué au Parmesan par Adolfo Venturi (1926), avec confirmation de Frölich-Bum (1930), d'Arturo Quintavalle (1948), de Federico Zeri (1954) et autres. 
Copertini (1932) et Freedberg (1950), quant à eux, parlent d'un imitateur du Parmesan, en raison de la qualité médiocre de la fresque, qui pourrait avoir cet aspect à cause de la déchirure. En fait, la tête de fille, avec une partie des épaules, rappelle les Trois Vierges sages et les Trois Vierges folles de la basilique Santa Maria della Steccata à Parme, avec une main longue et effilée, typique de l'artiste. À gauche de la jeune femme se tient un putto, et à sa droite, un vieillard barbu. 
Mortari en 1969 a réaffirmé son autographe, mais aujourd'hui la tendance est de considérer que les Tre Teste sont non de la main de Parmigianino mais de son école. Des correspondances rapprochent en fait l'œuvre de celles telles que Scènes de la vie de sainte Catherine d'Alexandrie au Palazzo Lalatta de Parme, attribuée à Bertoia. 